# Gertrud Rückert
Gertrud Rückert (* 22. April 1917 in Oberaltertheim; † 31. Dezember 2011 in München) war Gründerin des Philadelphischen Jahrs (heute: Freiwilliges Soziales Jahr) und Leiterin des Philadelphischen Rings beim Augustinum.

## Leben
Gertrud Rückert wurde als Tochter eines Pfarrers am 22. April 1917 nahe Würzburg geboren. Sie absolvierte in Nürnberg eine wirtschaftswissenschaftliche Ausbildung und schloss diese als Diplom-Handelslehrerin ab. 
Ihre erste Ehe dauerte kein halbes Jahr, ihr Mann Werner Halbach fiel in Russland. 1950 heiratete sie den evangelischen Pfarrer Georg Rückert. Das Paar bekam vier Kinder: Markus Rückert (* 1951, Vorsitzender des Augustinum in München), Barbara Basko (* 1953, Grundschul-Konrektorin in München), Johanna Haberer (* 1956, Professorin für Christliche Publizistik in Erlangen) und Sabine Rückert (* 1961, stellvertretende Chefredakteurin bei der Zeit in Hamburg). Zuletzt lebte Gertrud Rückert im Wohnstift Augustinum München-Neufriedenheim.

## Wirken
Gertrud Rückert unterrichtete zunächst als Diplom-Handelslehrerin in der Begemann-Wirtschaftsschule in München. Seit 1956 arbeitete sie in der Verwaltung in dem von ihrem Mann 1955 gegründeten „Collegium Augustinum“ in Pasing, einem Internat für Gymnasiasten und Studentinnen der Hauswirtschaft und der Pädagogik.
Mit der Eröffnung des ersten von ihrem Mann gegründeten Wohnstifts, des Augustinums in München-Neufriedenheim Anfang 1962, initiierte Gertrud Rückert das Philadelphische Jahr („Philadelphia“: geschwisterliche Zuwendung zum Mitmenschen) als soziales Jahr. Abiturientinnen bekamen für ein Jahr die Gelegenheit, praktische Berufserfahrungen zu sammeln – Unterkunft, Verpflegung und Taschengeld inklusive; zudem konnten sie während der ersten vier Studiensemester kostenlos in einem Studentenwohnheim des Augustinum leben.
Die Idee eines solchen Jahres für Andere wurde schnell sehr gut angenommen: Zum Jahreswechsel 1962/63 waren bereits über 20 junge Frauen als sogenannte „Philas“ im Wohnstift tätig. Sie wurden im Zimmerservice, in der Pflege, in Küche, Konditorei und Restaurant und später auch in der Klinik des Augustinum in München eingesetzt. Auch in ihrer Freizeit waren die jungen Frauen beschäftigt: Chor, Kreativkurse und Sport standen ebenso zur Wahl wie Ausflüge zu Sehenswürdigkeiten und Ausstellungen in München und Oberbayern.
Um das Philadelphische Jahr auch rechtlich abzusichern, wurde 1966 der Verein „Der Philadelphische Ring“ gegründet, dessen Leiterin Gertrud Rückert bis 1986 war. Der Verein ist 2010 in der Augustinum gGmbH aufgegangen. Bis heute gilt seine Aufgabe: „Philadelphischen Geist und Philadelphische Tat zu wecken, zu verwirklichen und zu stärken, indem er jungen Menschen die Möglichkeit des sozialen Dienstes schafft und sozialpflegerische und fürsorgerische Berufe fördert“. Das Konzept war damals neu und erfolgreich: Nur zwei Jahre später verabschiedete der Bundestag das „Gesetz zur Förderung eines Freiwilligen Sozialen Jahres“ und definierte damit die Rahmenbedingungen für ein FSJ. Gertrud Rückert ist damit wohl die Pionierin des Freiwilligen Sozialen Jahres in Deutschland.
Insgesamt bestimmte eine breit gefächerte diakonische Arbeit das gesamte Leben von Gertrud Rückert. Gemeinsam mit ihrem Mann leistete sie nach dem großen Erdbeben im mittelamerikanischen El Salvador im Dezember 1986 Aufbau- und Nothilfe und sorgte in den folgenden Jahren für den Bau eines Dorfes mit mittlerweile 120 Häusern.

## Auszeichnungen und Ehrungen
- 2005 Bayerischer Verdienstorden